# قشلاق حاج‌حسین (کلیبر)
قشلاق حاج‌حسین یکی از روستاهای استان آذربایجان شرقی است که در دهستان قشلاق بخش آبش‌احمد شهرستان کلیبر واقع شده‌است.